# Christian Bonnet (Politiker)
Christian Charles Auguste Bonnet (* 14. Juni 1921 in Paris; † 7. April 2020 in Vannes) war ein französischer Politiker der Mouvement républicain populaire (MRP) sowie zuletzt des Union pour la démocratie française (UDF), der Mitglied der Nationalversammlung, Staatssekretär, von 1974 bis 1977 Landwirtschaftsminister, zwischen 1977 und 1981 Innenminister sowie Mitglied des Senats war.

## Leben

### Abgeordneter und Staatssekretär
Bonnet absolvierte ein Studium an der renommierten École libre des sciences politiques. Er wurde als Kandidat der Mouvement républicain populaire (MRP) am 2. Januar 1956 erstmals zum Mitglied der Nationalversammlung gewählt und vertrat in dieser bis zum 6. August 1968 das Département Morbihan. Er war zugleich von 1958 bis 2002 Vertreter des Kanton Belle-Île im Generalrat des Département Morbihan sowie zwischenzeitlich ferner Bürgermeister von Carnac.
Am 6. Juli 1972 übernahm Bonnet sein erstes Regierungsamt, und zwar als Staatssekretär im Ministerium für Ausrüstung, Wohnungsbau und Raumplanung (Secrétaire d’État auprès du ministre de l’équipement, du logement et de l’aménagement du territoire) im ersten Kabinett Messmer. Dieses Amt bekleidete er auch im darauf folgenden zweiten Kabinett Messmer, wobei ihm am 26. April 1973 die Zuständigkeit für Bauwesen und Lebensräume übertragen wurde. Am 4. März 1973 wurde er wieder zum Mitglied der Nationalversammlung gewählt, allerdings verzichtete er am 12. Mai 1973 auf dieses Mandat, nachdem er wieder ein Regierungsamt übernommen hatte. Im anschließenden dritten Kabinett Messmer fungierte er zwischen dem 28. Februar und dem 28. Mai 1974 als Staatssekretär für Wohnungsbau im Ministerium für Raumplanung, Ausrüstung und Verkehr (Secrétaire d’État auprès du ministre de l’aménagement du territoire, de l’équipement et des transports, chargé du logement).

### Minister und Senator
Im ersten Kabinett Chirac wurde Bonnet am 28. Mai 1974 zum Landwirtschaftsminister (Ministre de l’Agriculture) berufen und behielt dieses Ministeramt auch im ersten Kabinett Barre bis zum 30. März 1977. Nach der Bildung des zweiten Kabinett Barre wurde er am 30. März 1977 Innenminister (Ministre de l’Intérieur). Dieses Ministeramt übte er bis zum 22. Mai 1981 auch im dritten Kabinett Barre aus. Zwischenzeitlich wurde er für die Union pour la démocratie française (UDF) am 12. März 1978 wieder zum Mitglied der Nationalversammlung gewählt, wobei er auch dieses Mal am 5. Mai 1978 wegen seines Regierungsamtes auf sein Mandat verzichtete. Nach seinem Ausscheiden aus der Regierung wurde er für die UDF am 14. Juni 1981 wieder zum Mitglied der Nationalversammlung gewählt, der er nunmehr bis zum 1. Januar 1982 angehörte.
Bonnet wurde am 25. September 1983 zum Mitglied des Senats gewählt. Nach seiner Wiederwahl am 27. September 1992 gehörte er dem Senat bis zum 30. September 2001 an. Während seiner Senatsmitgliedschaft wurde er am 5. Oktober 1982 Mitglied des Gesetzgebungsausschusses des Senats (Commission des lois) und gehörte diesem bis zum 30. September 2001 an.